# Jerry Sterner
 (février 2023).
Si vous disposez d'ouvrages ou d'articles de référence ou si vous connaissez des sites web de qualité traitant du thème abordé ici, merci de compléter l'article en donnant les références utiles à sa vérifiabilité et en les liant à la section « Notes et références ».
Jerry Sterner (15 septembre 1938 - 11 juin 2001) est un homme d'affaires[réf. nécessaire] et dramaturge américain.
Il est connu particulièrement pour sa pièce Other People's Money (L'Argent des autres) parue en 2000 et adaptée en France en 2009, entre autres, pour le théâtre télévisé  en direct sous le titre A.D.A., mis en scène par Daniel Benoin.
Il est aussi l'auteur de Be Happy For Me.